# Spider-Man: Bez drogi do domu
Spider-Man: Bez drogi do domu (oryg. Spider-Man: No Way Home) – amerykański fantastycznonaukowy film akcji na podstawie serii komiksów o superbohaterze o tym samym pseudonimie wydawnictwa Marvel Comics. Za reżyserię odpowiadał Jon Watts na podstawie scenariusza Chrisa McKenny i Erika Sommersa. Producentami filmu są Kevin Feige i Amy Pascal. W tytułowej roli powrócił Tom Holland, a obok niego w głównych rolach wystąpili: Zendaya, Benedict Cumberbatch, Jacob Batalon, Jon Favreau, Jamie Foxx, Willem Dafoe, Alfred Molina, Benedict Wong, Tony Revolori, Marisa Tomei, Tobey Maguire i Andrew Garfield.
W filmie Peter Parker prosi Stephena Strange’a, aby ukryć jego tożsamość jako Spider-Mana. Rzucone zaklęcie wymyka się spod kontroli, dając możliwość przejścia złoczyńcom z alternatywnych światów. W starciu z nowymi przeciwnikami pomagają Parkerowi jego wersje z innych światów.
Bez drogi do domu wchodzi w skład IV Fazy Filmowego Uniwersum Marvela, jest to dwudziesty siódmy film należący do tej franczyzy i stanowi część jej drugiego rozdziału zatytułowanego The Multiverse Saga. Jest on kontynuacją filmów Spider-Man: Homecoming z 2017 i Spider-Man: Daleko od domu z 2019 roku. W przygotowaniu są również: druga trylogia z Hollandem w tytułowej roli i serial animowany dla Disney+, Spider-Man: Freshman Year. Światowa premiera Bez drogi do domu miała miejsce 13 grudnia 2021 roku w Los Angeles. W Polsce film zadebiutował 17 grudnia tego samego roku. Bez drogi do domu przy budżecie szacowanym na 200 milionów dolarów zarobił ponad 1,9 miliarda i otrzymał on pozytywne oceny od krytyków.

## Streszczenie fabuły
Tydzień po atakach Quentina Becka w Europie, zostaje on przedstawiony jako bohater zamordowany przez Spider-Mana, którego prawdziwa tożsamość zostaje ujawniona. Parker i MJ uciekają do jego mieszkania, gdzie znajduje się ciocia Parkera, May i Happy Hogan. Mieszkanie May i Parkera zostaje otoczone przez departament Damage Control. Parker, May, MJ, Hogan i Ned Leeds zostają zatrzymani do przesłuchania, jednak zostają wypuszczeni bez przedstawionych zarzutów, a imię Parkera zostaje oczyszczone z pomocą adwokata, Matta Murdocka. Parker, MJ i Leeds wracają do szkoły i starają się dostać na uczelnię wyższą, jednak ich aplikacje zostają odrzucone z powodu tych kontrowersji.
Parker spotyka się ze Stephenem Strange'm w jego Sanktuarium i prosi go, aby rzucił zaklęcie, które spowoduje, że ludzie zapomną, że jest Spider-Manem. Pomimo ostrzeżeń Wonga o konsekwencjach, Strange decyduje się pomóc Parkerowi. Zaklęcie ulega jednak zniekształceniu i destabilizacji wskutek ciągłych ingerencji Parkera. Później Strange dowiaduje się, że Parker nawet nie próbował skontaktować się z uczelnią, aby wyjaśnić sprawę i ma pretensje do niego, że zamiast to zrobić, poprosił go o rzucenie zaklęcia. Peter odnajduje asystentkę prorektora MIT w drodze na lotnisko na moście i stara się ją przekonać, aby uczelnia zaakceptowała zgłoszenia MJ i Leedsa. Parker nagle zostaje zaatakowany przez Otto Octaviusa, który przejmuje swoimi mechanicznymi mackami część nanotechnologii z kostiumu Parkera. Octavius odkrywa, że nie jest to Parker, którego próbuje dopaść, a w tym czasie Parker przejmuje kontrolę nad jego mackami. Po tym Parker i Octavius zostają przeniesieni do Sanktuarium Strange’a, a Octavius trafia do magicznej celi, w której znalazł się również Curt Connors. Strange informuje Parkera, że rzucone zaklęcie zaczęło sprowadzać do ich świata z alternatywnych rzeczywistości, każdego, kto poznał prawdziwą tożsamość Spider-Mana. Z pomocą MJ i Leedsa, Parker stara się schwytać pozostałych przybyszy. Udaje mu się sprowadzić Maxa Dillona i Flinta Marko do celi w Sanktuarium.
W innym miejscu Norman Osborn odzyskuje świadomość i udaje się do fundacji, w której pracuje May Parker z prośbą o pomoc. Parker zabiera Osborna do Sanktuarium, gdzie Strange planuje odesłać piątkę złoczyńców do ich światów, gdzie spotkają się ze swoim przeznaczeniem. Parker jednak chce im przed tym pomóc, aby uniknęli oni śmierci w swoich rzeczywistościach. Po krótkiej walce Parkera ze Strange'm w Wymiarze Lustrzanym, zamyka go tam i zabiera złoczyńców do mieszkania Hogana. Parkerowi udaje się pomóc Octaviusowi przy wykorzystaniu technologii Stark Industries, wymieniając zepsuty chip. Kiedy opracowywane zostały lekarstwa dla Osborna i Dillona, Zielony Goblin przejmuje kontrolę nad Osbornem i przekonuje Dillona, aby zdjął urządzenie, które odbierze mu jego moce i pomimo prób powstrzymania ich przez Octaviusa i Parkera, pozostała czwórka ucieka. Podczas walki Parkera z Zielonym Goblinem, May zostaje ranna i umiera na oczach Parkera. W tym czasie, MJ i Leeds pilnują magicznego urządzenia, które ma odesłać złoczyńców do ich światów. Przypadkowo odkrywają, że Leeds potrafi otwierać magiczne portale za pomocą pierścienia Strange’a. Próbują za pomocą portali dotrzeć do Parkera, ale zamiast tego natrafiają na jego dwie inne wersje z alternatywnych rzeczywistości, które również trafiły do ich świata wskutek nieudanego zaklęcia.
Leeds i MJ odnajdują „swojego” Parkera i dowiadują się o śmierci May. Po tym pojawiają się inni Spider-Mani, którzy dzielą się z nim swoimi historiami związanymi z utratą bliskich i przekonują go do walki w imię pamięci o cioci May. Współpracują, aby stworzyć lekarstwa dla wszystkich złoczyńców i zwabiają ich na Statuę Wolności. Tam trójka Spider-Manów stacza walkę ze złoczyńcami. Zjawia się im na pomoc Otto Octavius i wkrótce udaje im się uleczyć Connorsa, Dillona i Marko.
Leeds przypadkowo uwalnia Strange’a z Wymiaru Lustrzanego, który zauważa, że bariery pomiędzy innymi światami zaczynają pękać. W tym czasie Parker walczy z Zielonym Goblinem i obezwładnia go. Zostaje powstrzymany przez pozostałych Spider-Manów przed zabiciem go i Osborn otrzymuje lekarstwo. Aby zapobiec katastrofie, Parker prosi Strange’a, aby naprawił zaklęcie, odsyłając złoczyńców i pozostałych Parkerów do ich światów, które spowoduje, że wszyscy zapomną o jego istnieniu. Parker żegna się z MJ i Leedsem, obiecuje im, że przypomni im o sobie. Jakiś czas po zaklęciu, Parker odwiedza MJ i Leedsa z zamiarem przypomnienia im o sobie, ale nie jest w stanie tego zrobić. Później odwiedza grób May, gdzie spotyka Hogana, który również nie pamięta jego tożsamości. Parker wynajmuje samodzielnie mieszkanie i tworzy nowy kostium Spider-Mana.
W scenie między napisami, Eddie Brock i towarzyszący mu symbiont, Venom, siedzą w barze i rozmawiają z barmanem o innych superbohaterach w tym świecie. Nagle Brock i Venom zostają odesłani do swojej rzeczywistości, jednak fragment symbionta pozostaje w barze.

## Obsada
| Polski dubbing |
| - Jakub Gawlik jako Peter Parker / Spider-Man - Wiktoria Wolańska jako Michelle „MJ” Jones-Watson - Michał Żebrowski jako Stephen Strange - Sebastian Perdek jako Ned Leeds - Bartłomiej Nowosielski jako Harold „Happy” Hogan - Krzysztof Grabowski jako Max Dillon / Electro - Krzysztof Wakuliński jako Norman Osborn / Green Goblin - Zbigniew Lesień jako Otto Octavius / Doktor Octopus - Michał Piela jako Wong - Józef Pawłowski jako Eugene „Flash” Thompson - Kinga Ilgner jako May Parker - Piotr Ligienza jako Peter Parker / Spider-Man (T. Maguire) - Bartosz Gelner jako Peter Parker / Spider-Man (A. Garfield) |

- Tom Holland jako Peter Parker / Spider-Man, nastolatek i Avenger, który ma pajęcze zdolności w wyniku ugryzienia przez genetycznie zmodyfikowanego pająka[6].
- Zendaya jako Michelle „MJ” Jones-Watson, dziewczyna Parkera[7].
- Benedict Cumberbatch jako Stephen Strange, neurochirurg, który po ciężkim wypadku samochodowym odkrywa świat magii i alternatywnych wymiarów[8].
- Jacob Batalon jako Ned Leeds, najlepszy przyjaciel Parkera ze szkoły[9].
- Jon Favreau jako Harold „Happy” Hogan, szef ochrony Stark Industries, były szofer i przyjaciel Tony’ego Starka, który opiekuje się Parkerem[10].
- Jamie Foxx jako Max Dillon / Electro, elektrotechnik z alternatywnej rzeczywistości, który wskutek wypadku ma potężną moc generowania elektryczności. Foxx wcześniej zagrał tę postać w filmie Niesamowity Spider-Man 2 w 2014 roku, który nie jest częścią MCU[11].
- Willem Dafoe jako Norman Osborn / Green Goblin, naukowiec i dyrektor Oscorp z alternatywnej rzeczywistości, który testuje na sobie niestabilny wzmacniacz siły i staje się szalonym i potężnym Zielonym Goblinem. Dafoe wcześniej zagrał tę postać w trylogii Sama Raimiego z lat 2002–2007, która nie jest częścią MCU[12][13][14].
- Alfred Molina jako Otto Octavius / Doktor Octopus, naukowiec z alternatywnej rzeczywistości, który oszalał po niepowodzeniu w stworzeniu samopodtrzymującej się reakcji fuzyjnej. Ma on cztery mechaniczne macki. Molina wcześniej zagrał tę postać w filmie Spider-Man 2 z 2004 roku, który nie jest częścią MCU[15].
- Benedict Wong jako Wong, mistrz sztuk mistycznych, przyjaciel Strange’a[12].
- Tony Revolori jako Eugene „Flash” Thompson, kolega ze szkoły Parkera i jego były rywal[16].
- Marisa Tomei jako May Parker, ciocia Petera Parkera, która opiekuje się bratankiem męża[17].
- Tobey Maguire jako Peter Parker / Spider-Man, superbohater z alternatywnych rzeczywistości. Maguire powtórzył swoją rolę z trylogii Sama Raimiego z lat 2002–2007, które nie są częścią MCU[15][18].
- Andrew Garfield jako Peter Parker / Spider-Man, superbohater z alternatywnych rzeczywistości. Garfield powtórzył swoją rolę z filmów Marca Webba z lat 2012–2014, które nie są częścią MCU[15][18].

Swoje role z poprzednich filmów franczyzy powtórzyli: J.B. Smoove jako Julius Dell, Martin Starr jako Roger Harrington i Hannibal Buress jako Andre Wilson, nauczyciele w szkole Parkera; Angourie Rice jako Betty Brandt i Jorge Lendeborg Jr. jako Jason Ionello, uczniowie ze szkoły Parkera; J.K. Simmons jako J. Jonah Jameson, naczelny portalu DailyBugle.com oraz Charlie Cox jako Matt Murdock, niewidomy adwokat Parkera. Simmons zagrał wcześniej Jamesona w trylogii Sama Raimiego z lat 2002–2007, a Cox wystąpił w serialu Daredevil.
Role z wcześniejszych filmów, niezwiązanych z MCU, powtórzyli również: Rhys Ifans jako Curt Connors / Jaszczur, naukowiec z alternatywnej rzeczywistości, który wskutek eksperymentów nad serum pozwalającym na regenerację kończyn i ludzkiej tkanki, przekształca się w potwora zwanego „Jaszczur”; Thomas Haden Church jako Flint Marko / Sandman, drobny złodziej z alternatywnej rzeczywistości, który wskutek dziwnego wypadku zmienił się w Sandmana oraz w scenie po napisach Tom Hardy jako Eddie Brock / Venom w roli cameo.
W filmie ponadto wystąpili: Paula Newsome jako asystentka prorektora MIT, Arian Moayed jako Albert Cleary, agent departamentu Damage Control, który przesłuchiwał Parkera oraz Mary Rivera jako babcia Leedsa.

## Produkcja

### Rozwój projektu

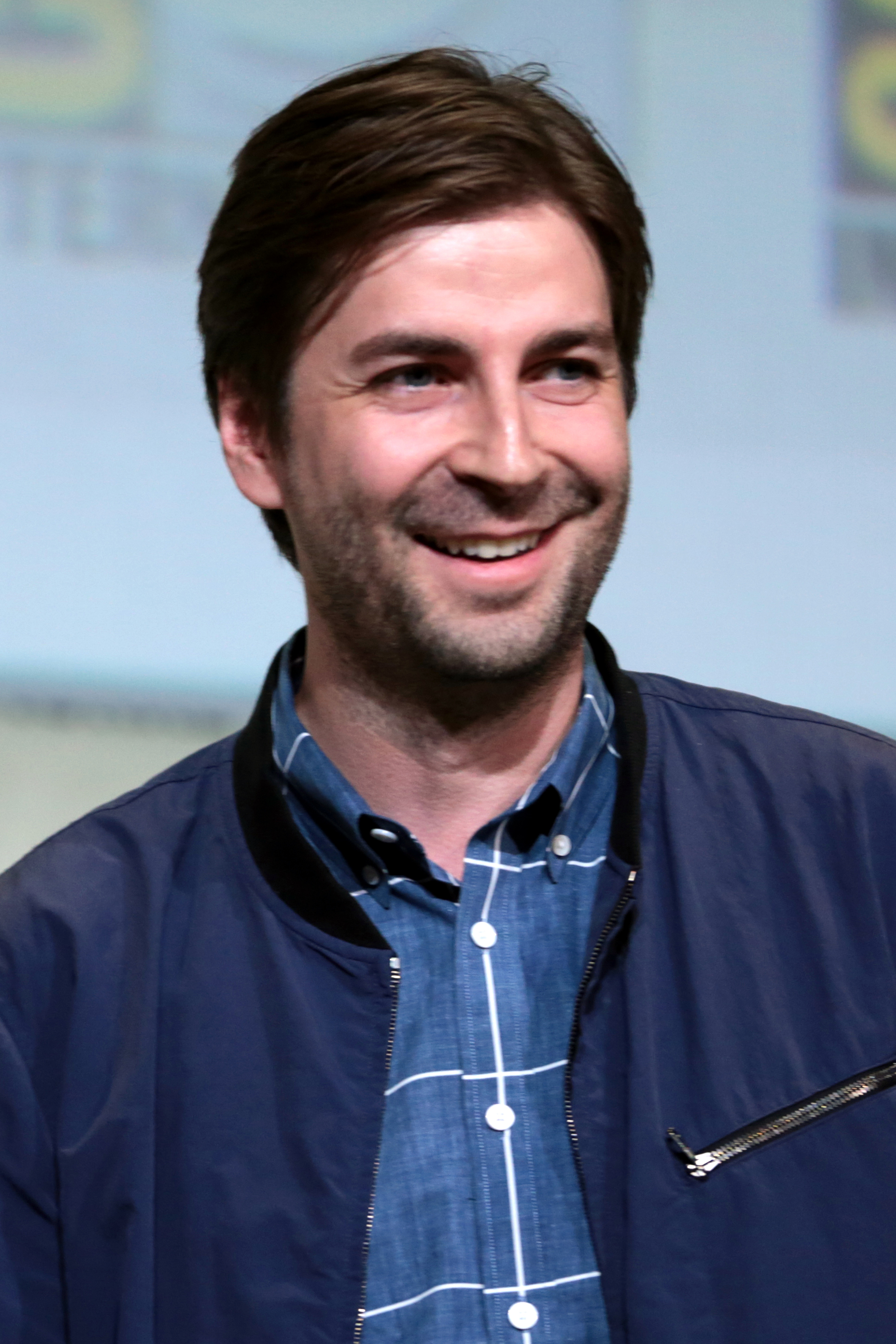
Jon Watts, reżyser filmu

W trakcie produkcji Spider-Man: Homecoming dwa kolejne filmy były planowane przez Marvel Studios i Sony Pictures. Jon Watts, reżyser dwóch poprzednich części wyraził chęć, aby Kraven Łowca był głównym złoczyńcą w filmie. W sierpniu 2019 roku Sony poinformowało o planach na dwa filmy. Studio ponownie widziało na stanowisku reżysera Wattsa oraz Toma Hollanda w roli Petera Parkera. Holland miał w kontrakcie jeszcze jeden film, natomiast Watts wypełnił swoje zobowiązanie dotyczące dwóch filmów.
Po sukcesie Spider-Man: Daleko od domu Marvel Studios oraz The Walt Disney Company rozważało rozszerzenie dotychczasowej umowy z Sony Pictures. Na podstawie dotychczasowej umowy między studiami Marvel Studios i Kevin Feige zajmowali się produkcją filmów ze Spider-Manem finansowanych przez Sony, a w zamian otrzymywało 5% z zysków. Sony chciało rozszerzyć umowę o inne produkcje pozostając przy identycznych warunkach finansowych. Disney jednak był zaniepokojony zbyt dużą odpowiedzialnością Feigego i obawiał się, że nadmiar obowiązków może wpłynąć na franczyzę Filmowego Uniwersum Marvela. Zażądali 25–50% zysków z przyszłych koprodukcji, przy których Feige miałby pracować dla studia Sony. Firmy nie były w stanie dojść do porozumienia, a Sony zdecydowało się na produkcję kolejnego filmu o Spider-Manie bez zaangażowania Marvel Studios i Feigego.
W pod koniec sierpnia 2019 roku poinformowano, że Chris McKenna i Erik Sommers, którzy pracowali przy dwóch poprzednich filmach, napiszą scenariusz również do trzeciego. Natomiast Watts zaczął otrzymywać propozycje od innych studiów, w tym od Marvel Studios. Na początku września Tony Vinciquerra, przewodniczący Sony Pictures Entertainment poinformował, że na ten moment powrót Spider-Mana do Filmowego Uniwersum Marvela jest zamknięty. Tom Holland osobiście zaangażował się w rozmowy z prezesem Disneya, Robertem Igerem i przewodniczącym Sony Pictures Motion Picture Group, Tomem Rothmanem. Zaowocowały one powrotem do negocjacji, dzięki którym Sony i Disney ogłosiły nowe porozumienie pod koniec września. Na jego mocy Disney ma współfinansować 25% produkcji trzeciego filmu o Spider-Manie w zamian za 25% zysków. Marvel Studios i Kevin Feige mają być zaangażowani w jego produkcję, a Spider-Man również będzie mógł się pojawić w jednym z filmów MCU. Amerykańska data premiery filmu została wyznaczona na lipiec 2021 roku. W tym samym czasie Watts kończył negocjacje, dotyczące powrotu na stanowisku reżysera. W marcu 2020 roku Holland potwierdził, że Watts powróci na tym stanowisku. W kwietniu 2020 roku studio zdecydowało się przesunąć datę premiery wskutek pandemii COVID-19 na listopad. Data premiery została ponownie przesunięta o miesiąc w lipcu. Pod koniec lutego 2021 ujawniono oficjalny tytuł filmu, Spider-Man: No Way Home. W lipcu 2022 roku wyjawiono, że film będzie wchodził w skład The Multiverse Saga.

### Casting
Pod koniec września 2019 roku potwierdzono, że Tom Holland powróci w tytułowej roli, a Jacob Batalon jako Ned Leeds. Na początku października ujawniono, że Zendaya i Marisa Tomei powtórzą role Michelle Jones i May Parker. W lipcu 2020 roku potwierdzono, że Tony Revolori powróci jako Flash Thompson. W październiku tego samego roku poinformowano, że Jamie Foxx zagra Electro. Aktor zagrał tę postać wcześniej w filmie Niesamowity Spider-Man 2 w 2014 roku, który nie jest częścią MCU. W tym samym miesiącu ujawniono, że Benedict Cumberbatch zagra Stephena Strange’a. Postać ma pełnić podobną rolę mentora Parkera, jak Tony Stark, zagrany przez Roberta Downeya Jr. w pierwszej części i Nick Fury, zagrany przez Samuela Jacksona w drugiej. W tym samym miesiącu ujawniono, że również powróci Jon Favreau jako Happy Hogan.
Również w tym samym miesiącu pojawiła się informacja, że Tobey Maguire i Andrew Garfield powtórzą swoje role Petera Parkera z wcześniejszych filmów o Spider-Manie, które nie są związane z franczyzą. Jednak studio je zdementowało. W grudniu poinformowano, że Garfield jednak powróci z serii filmów Niesamowity Spider-Man, a Maguire, który wystąpił w serii Spider-Man, nadal prowadzi negocjacje. Ujawniono również, że Alfred Molina jako Otto Octavius i Kirsten Dunst jako Mary Jane Watson powtórzą role z oryginalnej trylogii Sama Raimiego, a Emma Stone prawdopodobnie powróci jako Gwen Stacy z filmów Marca Webba. W styczniu 2021 roku pojawiła się informacja, że Charlie Cox powtórzy rolę Matta Murdocka / Daredevila z serialu Daredevil. Udział Maguire’a, Garfielda i Coxa został potwierdzony w grudniu 2021 roku, a Dunst i Stone ostatecznie nie zagrały w filmie. Wczesne wersje scenariusza zakładały pojawienie się postaci granych przez Dunst i Stone oraz May Parker, którą zagrała Sally Field w serii Niesamowity Spider-Man. 
W lutym Tom Holland wyjawił, że jego brat Harry pojawi się w filmie jako handlarz narkotykami. Jednak scena z jego udziałem nie pojawiła się w filmie. W marcu ujawniono, że Hannibal Buress powtórzy z pierwszego filmu rolę trenera Wilsona, a w kwietniu J.B. Smoove poinformował, że powróci jako Julius Dell. W maju wyjawiono, że Angourie Rice ponownie wcieli się w Betty Brandt. Pod koniec sierpnia ujawniono, że Willem Dafoe jako Norman Osborn i J.K. Simmons jako J. Jonah Jameson powtórzą role z trylogii Raimiego oraz że Benedict Wong powróci jako Wong z wcześniejszych filmów franczyzy. Pod koniec października wyjawiono, że Rhys Ifans jako Curt Connors / Jaszczur i Thomas Haden Church jako Flint Marko / Sandman powtórzą role z filmów Niesamowity Spider-Man i Spider-Man 3. Ich postacie zostały całkowicie stworzone komputerowo, a Ifans i Church użyczyli im tylko głosów. Archiwalne nagrania z udziałem tych aktorów z Niesamowitego Spider-Mana i Spider-Mana 3 zostały wykorzystane w filmie, kiedy postacie pojawiły się w ludzkiej formie. W grudniu Lexi Rabe, która zagrała Morgan Stark w filmie Avengers: Koniec gry, poinformował, że nagrała scenę do filmu, jednak nie znalazła się ona w ostatecznej wersji.

### Zdjęcia i postprodukcja
Początkowo prace na planie miały się rozpocząć w lipcu 2020 roku, jednak wskutek pandemii COVID-19 zostały one przesunięte. Zdjęcia do filmu rozpoczęły się 14 października 2020 roku w Queens w Nowym Jorku pod roboczym tytułem Serenity Now, gdzie do 16 października kręcono lokacje do wykorzystania przy efektach wizualnych. 25 października aktorzy weszli na plan w Trilith Studios w Atlancie. Benedict Cumberbatch nakręcił swoje sceny przed wejściem na plan filmu Doktor Strange w multiwersum obłędu. W styczniu 2021 roku zdjęcia zostały zrealizowane we Frederick Douglass High School (Baltimore), a w marcu w Henry W. Grady High School (Atlanta). Prace na planie zakończyły się 26 marca. Za zdjęcia odpowiadał Seamus McGarvey, scenografię przygotował Darren Gilford, a kostiumy zaprojektowała Sanja Hays.
Montażem zajęli się Jeffrey Ford i Leigh Folsom Boyd. Efekty specjale zostały stworzone przez studia produkcyjne: Cinesite, Crafty Apes, Digital Domain, Framestore, Luma Pictures, Sony Pictures Imageworks i SSVFX.

## Muzyka
W październiku 2020 roku poinformowano, że muzykę do filmu skomponuje Michael Giacchino. Pracował on wcześniej przy dwóch poprzednich filmach o Spider-Manie. Album Spider-Man: No Way Home Original Motion Picture Soundtrack został wydany 17 grudnia 2021 roku przez Sony Classical. 
| Spider-Man: No Way Home Original Motion Picture Soundtrack – 2021 | Spider-Man: No Way Home Original Motion Picture Soundtrack – 2021 | Spider-Man: No Way Home Original Motion Picture Soundtrack – 2021 | Spider-Man: No Way Home Original Motion Picture Soundtrack – 2021 |
| Nr                                                                | Tytuł utworu                                                      | Autor                                                             | Długość                                                           |
| ----------------------------------------------------------------- | ----------------------------------------------------------------- | ----------------------------------------------------------------- | ----------------------------------------------------------------- |
| 1.                                                                | „Intro to Fake News”                                              | M. Giacchino                                                      | 1:11                                                              |
| 2.                                                                | „World’s Worst Friendly Neighbor”                                 | M. Giacchino                                                      | 0:52                                                              |
| 3.                                                                | „Damage Control”                                                  | M. Giacchino                                                      | 2:17                                                              |
| 4.                                                                | „Being a Spider Bites”                                            | M. Giacchino                                                      | 1:05                                                              |
| 5.                                                                | „Gone in a Flash”                                                 | M. Giacchino                                                      | 1:52                                                              |
| 6.                                                                | „All Spell Breaks Loose”                                          | M. Giacchino                                                      | 3:25                                                              |
| 7.                                                                | „Otto Trouble”                                                    | M. Giacchino                                                      | 4:19                                                              |
| 8.                                                                | „Ghost Fighter in the Sky / Beach Blanket Bro Down”               | M. Giacchino                                                      | 2:47                                                              |
| 9.                                                                | „Strange Bedfellows”                                              | M. Giacchino                                                      | 1:45                                                              |
| 10.                                                               | „Sling vs Bling”                                                  | M. Giacchino                                                      | 5:00                                                              |
| 11.                                                               | „Octo Gone”                                                       | M. Giacchino                                                      | 3:34                                                              |
| 12.                                                               | „No Good Deed”                                                    | M. Giacchino                                                      | 5:00                                                              |
| 13.                                                               | „Exit Through the Lobby”                                          | M. Giacchino                                                      | 4:15                                                              |
| 14.                                                               | „A Doom With a View”                                              | M. Giacchino                                                      | 2:00                                                              |
| 15.                                                               | „Spider Baiting”                                                  | M. Giacchino                                                      | 1:35                                                              |
| 16.                                                               | „Liberty Parlance”                                                | M. Giacchino                                                      | 1:28                                                              |
| 17.                                                               | „Monster Smash”                                                   | M. Giacchino                                                      | 1:21                                                              |
| 18.                                                               | „Arc Reactor”                                                     | M. Giacchino                                                      | 2:57                                                              |
| 19.                                                               | „Shield of Pain”                                                  | M. Giacchino                                                      | 4:51                                                              |
| 20.                                                               | „Goblin His Inner Demons”                                         | M. Giacchino                                                      | 3:54                                                              |
| 21.                                                               | „Forget Me Knots”                                                 | M. Giacchino                                                      | 6:49                                                              |
| 22.                                                               | „Peter Parker Picked a Perilously Precarious Profession”          | M. Giacchino                                                      | 1:31                                                              |
| 23.                                                               | „Arachnoverture”                                                  | M. Giacchino                                                      | 10:06                                                             |
|                                                                   |                                                                   |                                                                   | 1:13:54                                                           |

## Promocja
23 sierpnia 2021 roku zaprezentowano pierwszy zwiastun filmu podczas CinemaConu, który został obejrzany ponad 355 milionów razy w ciągu pierwszych 24 godzin. Drugi, pełny zwiastun, pokazano 16 listopada.

## Wydanie
Światowa premiera Spider-Man: Bez drogi do domu miała miejsce 13 grudnia 2021 roku w Los Angeles. W wydarzeniu tym uczestniczyła obsada i ekipa produkcyjna filmu oraz zaproszeni goście. Premierze tej towarzyszył czerwony dywan oraz szereg konferencji prasowych.
Dla szerszej publiczności film zadebiutował 15 grudnia w Wielkiej Brytanii, Irlandii, Niemczech, Rosji, Korei Południowej, Meksyku, Finlandii, Norwegii, Szwecji, Indonezji i we Włoszech. Następnego dnia, 16 grudnia pojawił się w Argentynie, Australii, Brazylii, Chile, Indiach, Kolumbii, Czechach, Słowacji, Danii, Malezjii, Holandii, Singapurze, Portugalii, na Węgrzech i na Ukrainie. W Stanach Zjednoczonych, Kanadzie, Hiszpanii, Turcji, Litwie, Łotwie, Estonii, Bułgraii, Rumunii i w Polsce dostępny był od 17 grudnia. Za kinową dystrybucję filmu w Polsce odpowiadało United International Pictures. W Hongkongu i Arabii Saudyjskiej zadebiutował 23 grudnia, w Japonii pojawił się 7 stycznia 2022 roku, a na Filipinach – 8 stycznia.
Początkowo amerykańska data premiery była zaplanowana na 16 lipca tego samego roku, jednak wskutek pandemii COVID-19 studio zdecydowało się ją przesunąć na 5 listopada, a później na 17 grudnia.
W scenie po napisach końcowych filmu został pokazany zwiastun do produkcji Doktor Strange w multiwersum obłędu (2022).

## Odbiór

### Box office
Spider-Man: Bez drogi do domu przy budżecie wynoszącym 200 milionów dolarów, zarobił w weekend otwarcia ponad 600 milionów dolarów, z czego 253 miliony z kin w Stanach Zjednoczonych i Kanadzie. Do 25 grudnia 2021 roku film zarobił przeszło miliard dolarów. W sumie film zarobił ponad 1,9 miliarda dolarów.

#### Przedsprzedaż biletów i prognozy
Przedsprzedaż biletów w Stanach Zjednoczonych rozpoczęła się 29 listopada 2021 roku. Niemal natychmiast kilka stron internetowych, w tym Fandango i AMC Theatres uległo awarii wskutek dużego napływu zainteresowanych. Sprzedaż biletów na Fandango przekroczyła przedsprzedaż na Czarną Wdowę w ciągu dwóch godzin, a pod koniec dnia uzyskała najlepszy wynik od czasu Avengers: Koniec gry. Równocześnie w ciągu pierwszych 24 godzin przedsprzedaż biletów była wyższa niż na Avengers: Wojna bez granic, Gwiezdne wojny: Ostatni Jedi, Spider-Man: Daleko od domu, Gwiezdne wojny: Skywalker. Odrodzenie i Łotr 1. Gwiezdne wojny – historie. Film uzyskał również drugą co do wielkości jednodniową przedsprzedaż na stronie AMC Theatres.
W Wielkiej Brytanii przedsprzedaż na 12 dni przed premierą była trzykrotnie wyższa niż Nie czas umierać w tym samym momencie. W Brazylii przedsprzedaż uzyskała wyższy wynik od Końca gry, a w Australii i Turcji osiągnęła wynik podobny. W Portugalii przedsprzedaż w ciągu trzech pierwszych dni przekroczyła wynik Nie czas umierać, natomiast w Polsce osiągnęła najwyższy wynik od czasu Skywalker. Odrodzenie.
W połowie listopada 2021 roku Boxoffice Pro szacowało wpływy w Stanach Zjednoczonych i Kanadzie w weekend otwarcia na poziomie 135–185 milionów dolarów, z końcowym wynikiem w granicach 375–525 milionów. Prognozowano również, że będzie to pierwszy film w 2021 roku, który w weekend otwarcia przebije barierę 100 milionów. Na początku grudnia poprawiono szacunki na 190–250 milionów w weekend otwarcia i 520–690 milionów z końcowym wynikiem w Stanach Zjednoczonych i Kanadzie.

### Krytyka w mediach
Film spotkał się z pozytywną reakcją krytyków. W serwisie Rotten Tomatoes 93% z 425 recenzji uznano za pozytywne, a średnia ocen wystawionych na ich podstawie wyniosła 7,9 na 10. Na portalu Metacritic średnia ważona ocen z 60 recenzji wyniosła 71 punktów na 100. Natomiast według serwisu CinemaScore, zajmującego się mierzeniem atrakcyjności filmów w Stanach Zjednoczonych, publiczność przyznała mu ocenę A+ w skali od F do A+. W badaniu przeprowadzonym przez konkurencyjny PostTrak 95% widowni przyznała pozytywną ocenę, 89% publiczności „zdecydowanie poleca” film.
Amelia Emberwing z IGN napisała, że „Spider-Man: Bez drogi do domu trafia we wszystkie właściwe nuty [...]. Ma wpływ na całe uniwersum jako całość, a także uderza emocjonalnie”. Pete Hammond z „Deadline Hollywood” stwierdził, że „Holland, Zendaya i Batalon to bezcenne trio, a różni złoczyńcy i inni, którzy się pojawiają, sprawiają, że film jest zabawny na najwyższym poziomie. Fani będą w siódmym niebie”. Peter Debruge z „Variety” uznał, że jego zdaniem „Holland był najmniej interesujący z trzech wielkoekranowych Spider-Manów, który jest młodszy i mniej dojrzały niż Maguire czy Garfield. Do teraz. Ten prosty rozwój fabuły sprawia, że jest kimś więcej niż tylko akrobatą w spandexie, żonglującym niezręcznie szkolnymi doświadczeniami z efektownymi bitwami i efektami wizualnymi”. Benjamin Lee z „The Guardian” ocenił, że Jon Watts „wykonuje tutaj całkiem solidną robotę [...] która w te święta usatysfakcjonuje szerokie grono fanów”. John DeFore z „The Hollywood Reporter” stwierdził, że „jest to najmniej zabawny film Wattsa z Hollandem [...], ale jest o wiele lepszy niż przeładowany i źle pomyślany Spider-Man 3 Sama Raimiego”. Chaim Gartenberg z The Verge napisał, że Spider-Man: Bez drogi do domu „to hołd dla ostatnich 20 lat filmów o Spider-Manie”. Dan Jolin z „Empire Magazine” ocenił, że jest to „niezwykle udana część o Spider-Manie, która wykonuje trudną i ambitną sztuczkę narracyjną z całą gracją salto w tył na balkonie”.
Dawid Muszyński z NaEkranie.pl stwierdził, że „Spider-Man: Bez drogi do domu to nie tylko najciekawszy film aktorski o przygodach Pajączka, ale także jeden z najlepszych Marvela. Scenarzyści Chris McKenna i Erik Sommers znakomicie uzasadniają przybycie czarnych charakterów na Ziemię. Nie jest to ordynarny skok na kasę, a pięknie utkana intryga. Do tego film ma dwa mocne momenty, w których serce widza pęka, a w oczach pojawiają się łzy. Nie są to jakieś tanie zagrania na emocjach”. Paweł Piotrowicz z portalu Onet.pl napisał, że w filmie jest „jakaś świeżość i energia, które przywołują wspomnienia pierwszych produkcji MCU, a jednocześnie coś więcej. Sama radość, ale i trochę powagi”. Kamil Dachnij z Wirtualnej Polski ocenił, że „Nowy film ze Spider-Manem to bez wątpienia największa i najbardziej oczekiwana premiera końcówki tego roku. Fani spragnieni solidnej, popcornowej rozrywki nie będą zawiedzeni – produkcja Marvela dostarcza emocji i zaskoczeń, choć jest też nierówna”. Natomiast Łukasz Kołakowski z Movies Room stwierdził, że w filmie są „dwa momenty z emocjonalną wagą, która mogłaby zadziałać, jednak obydwa zostają koncertowo zepsute. Jeden przez kiepski konflikt idei, drugi natomiast, przez jedno z najgorszych zakończeń, jakie kojarzę z filmów MCU. Bomba przygotowana na finał zostaje rozbrojona z ładunku emocjonalnego dosłownie w kolejnej scenie”.

### Nagrody i nominacje
| Rok  | Ceremonia                                           | Kategoria                                                                       | Nominowani                                                            | Rezultat  | Przypis         |
| ---- | --------------------------------------------------- | ------------------------------------------------------------------------------- | --------------------------------------------------------------------- | --------- | --------------- |
| 2022 | Chicago Indie Critics Awards                        | Najlepszy film                                                                  | Spider-Man: Bez drogi do domu                                         | Nominacja | [ 94 ]          |
| 2022 | Chicago Indie Critics Awards                        | Najlepsza obsada w filmie                                                       | Spider-Man: Bez drogi do domu                                         | Nominacja | [ 94 ]          |
| 2022 | Chicago Indie Critics Awards                        | Najlepsze efekty specjalne                                                      | Spider-Man: Bez drogi do domu                                         | Wygrana   | [ 94 ]          |
| 2022 | Chicago Indie Critics Awards                        | Najlepszy montaż                                                                | Jeffrey Ford, Leigh Folsom Boyd                                       | Nominacja | [ 94 ]          |
| 2022 | Chicago Indie Critics Awards                        | Najlepsza praca kaskaderów                                                      | Spider-Man: Bez drogi do domu                                         | Nominacja | [ 94 ]          |
| 2022 | Georgia Film Critics Association Awards             | Oglethorpe Award                                                                | Jon Watts, Chris McKenna, Erik Sommers                                | Wygrana   | [ 95 ]          |
| 2022 | Hawaii Film Critics Society Awards                  | Najlepsza adaptacja komiksu                                                     | Spider-Man: Bez drogi do domu                                         | Nominacja | [ 96 ]          |
| 2022 | Hawaii Film Critics Society Awards                  | Najlepszy występ przy użyciu technologii przechwytywania ruchu i głosu          | Thomas Haden Church                                                   | Nominacja | [ 96 ]          |
| 2022 | Hawaii Film Critics Society Awards                  | Najlepsza praca kaskaderów                                                      | Spider-Man: Bez drogi do domu                                         | Nominacja | [ 96 ]          |
| 2022 | Hawaii Film Critics Society Awards                  | Najlepszy dźwięk                                                                | Spider-Man: Bez drogi do domu                                         | Nominacja | [ 96 ]          |
| 2022 | Hawaii Film Critics Society Awards                  | Najlepsze efekty specjalne                                                      | Spider-Man: Bez drogi do domu                                         | Nominacja | [ 96 ]          |
| 2022 | Houston Film Critics Society Awards                 | Najlepsza praca kaskaderów                                                      | Spider-Man: Bez drogi do domu                                         | Nominacja | [ 97 ]          |
| 2022 | North Carolina Film Critics Association Awards      | Najlepsze efekty specjalne                                                      | Spider-Man: Bez drogi do domu                                         | Nominacja | [ 98 ]          |
| 2022 | North Carolina Film Critics Association Awards      | Najlepsza praca kaskaderów                                                      | Spider-Man: Bez drogi do domu                                         | Nominacja | [ 98 ]          |
| 2022 | San Diego Film Critics Society Awards               | Najlepsze efekty specjalne                                                      | Spider-Man: Bez drogi do domu                                         | Nominacja | [ 99 ]          |
| 2022 | Austin Film Critics Association Awards              | Najlepsza praca kaskaderów                                                      | Spider-Man: Bez drogi do domu                                         | Nominacja | [ 100 ]         |
| 2022 | Seattle Film Critics Society Awards                 | Najlepszy złoczyńca                                                             | Willem Dafoe                                                          | Nominacja | [ 101 ]         |
| 2022 | Seattle Film Critics Society Awards                 | Najlepsze efekty specjalne                                                      | Spider-Man: Bez drogi do domu                                         | Nominacja | [ 101 ]         |
| 2022 | Denver Film Critics Society Awards                  | Najlepszy film                                                                  | Spider-Man: Bez drogi do domu                                         | Nominacja | [ 102 ]         |
| 2022 | Denver Film Critics Society Awards                  | Najlepszy film fantastycznonaukowy lub horror                                   | Spider-Man: Bez drogi do domu                                         | Nominacja | [ 102 ]         |
| 2022 | Denver Film Critics Society Awards                  | Najlepsze efekty specjalne                                                      | Spider-Man: Bez drogi do domu                                         | Nominacja | [ 102 ]         |
| 2022 | North Dakota Film Society Awards                    | Najlepsze efekty specjalne                                                      | Spider-Man: Bez drogi do domu                                         | Nominacja | [ 103 ]         |
| 2022 | Golden Tomato Awards                                | Najlepszy film                                                                  | Spider-Man: Bez drogi do domu                                         | Wygrana   | [ 104 ]         |
| 2022 | Golden Tomato Awards                                | Najlepszy film komiksowy                                                        | Spider-Man: Bez drogi do domu                                         | Wygrana   | [ 105 ]         |
| 2022 | Golden Tomato Awards                                | Najlepsze film w szerokiej dystrybucji                                          | Spider-Man: Bez drogi do domu                                         | Wygrana   | [ 106 ]         |
| 2022 | Online Film Critics Society Awards                  | Najlepsze efekty specjalne                                                      | Spider-Man: Bez drogi do domu                                         | Nominacja | [ 107 ]         |
| 2022 | London Film Critics’ Circle Awards                  | Brytyjski/irlandzki aktor roku                                                  | Andrew Garfield                                                       | Wygrana   | [ 108 ]         |
| 2022 | International Film Music Critics Association Awards | Najlepsza ścieżka dźwiękowa dla filmu fantastycznonaukowego / fantasy / horroru | Michael Giacchino                                                     | Nominacja | [ 109 ]         |
| 2022 | International Film Music Critics Association Awards | Najlepsza kompozycja filmowa                                                    | Michael Giacchino „Arachnoverture”                                    | Wygrana   | [ 109 ]         |
| 2022 | VES Awards                                          | Najlepsze efekty specjalne w fotorealistycznym filmie aktorskim                 | Kelly Port, Julia Neighly, Chris Waegner, Scott Edelstein, Dan Sudick | Nominacja | [ 110 ] [ 111 ] |
| 2022 | VES Awards                                          | Najlepsze wykreowane środowisko w filmie aktorskim                              | Eric Le Dieu de Ville, Thomas Dotheij, Ryan Olliffe, Claire Le Teuff  | Wygrana   | [ 110 ] [ 111 ] |
| 2022 | VES Awards                                          | Najlepsza kompozycja i światło w filmie aktorskim                               | Zac Campbell, Frida Nerdal, Louis Corr, Kelvin Yee                    | Nominacja | [ 110 ] [ 111 ] |
| 2022 | Nagrody Amerykańskiej Gildii Kostiumologów          | Najlepsze kostiumy w filmie fantastycznonaukowym / fantasy                      | Sanja Hays                                                            | Nominacja | [ 112 ]         |
| 2022 | Golden Reel Awards                                  | Najlepszy montaż dźwięku w filmie pełnometrażowym – efekty i imitacje dźwiękowe | Anthony Lamberti, Steven Ticknor                                      | Nominacja | [ 113 ]         |
| 2022 | Gold Derby Film Awards                              | Najlepsze efekty specjalne                                                      | Kelly Port, Chris Waegner, Scott Edelstein, Dan Sudick                | Nominacja | [ 114 ]         |
| 2022 | Critics Choice Super Awards                         | Najlepszy film superbohaterski                                                  | Spider-Man: Bez drogi do domu                                         | Wygrana   | [ 115 ] [ 116 ] |
| 2022 | Critics Choice Super Awards                         | Najlepszy aktor w filmie superbohaterskim                                       | Tom Holland                                                           | Nominacja | [ 115 ] [ 116 ] |
| 2022 | Critics Choice Super Awards                         | Najlepszy aktor w filmie superbohaterskim                                       | Andrew Garfield                                                       | Wygrana   | [ 115 ] [ 116 ] |
| 2022 | Critics Choice Super Awards                         | Najlepsza aktorka w filmie superbohaterskim                                     | Zendaya                                                               | Nominacja | [ 115 ] [ 116 ] |
| 2022 | Critics Choice Super Awards                         | Najlepszy czarny charakter w filmie                                             | Willem Dafoe                                                          | Wygrana   | [ 115 ] [ 116 ] |
| 2022 | Nagroda Akademii Filmowej                           | Najlepsze efekty specjalne                                                      | Kelly Port, Chris Waegner, Scott Edelstein, Dan Sudick                | Nominacja | [ 117 ]         |
| 2022 | Kids’ Choice Awards                                 | Ulubiony film                                                                   | Spider-Man: Bez drogi do domu                                         | Wygrana   | [ 118 ]         |
| 2022 | Kids’ Choice Awards                                 | Ulubiony aktor filmowy                                                          | Tom Holland                                                           | Wygrana   | [ 118 ]         |
| 2022 | Kids’ Choice Awards                                 | Ulubiona aktorka filmowa                                                        | Zendaya                                                               | Wygrana   | [ 118 ]         |
| 2022 | MTV Movie & TV Awards                               | Najlepszy film                                                                  | Spider-Man: Bez drogi do domu                                         | Wygrana   | [ 119 ]         |
| 2022 | MTV Movie & TV Awards                               | Najlepsza rola filmowa                                                          | Tom Holland                                                           | Wygrana   | [ 119 ]         |
| 2022 | MTV Movie & TV Awards                               | Najlepszy bohater                                                               | Tom Holland                                                           | Nominacja | [ 119 ]         |
| 2022 | MTV Movie & TV Awards                               | Najlepszy czarny charakter                                                      | Willem Dafoe                                                          | Nominacja | [ 119 ]         |
| 2022 | MTV Movie & TV Awards                               | Najlepsza scena walki                                                           | Andrew Garfield, Tobey Maguire, Tom Holland                           | Nominacja | [ 119 ]         |
| 2022 | MTV Movie & TV Awards                               | Najlepszy pocałunek                                                             | Tom Holland, Zendaya                                                  | Nominacja | [ 119 ]         |
| 2022 | MTV Movie & TV Awards                               | Najlepszy zespół aktorski                                                       | Andrew Garfield, Tobey Maguire, Tom Holland                           | Nominacja | [ 119 ]         |
| 2022 | Saturn Awards                                       | Najlepszy film superbohaterski                                                  | Spider-Man: Bez drogi do domu                                         | Wygrana   | [ 120 ] [ 121 ] |
| 2022 | Saturn Awards                                       | Najlepszy aktor                                                                 | Tom Holland                                                           | Nominacja | [ 120 ] [ 121 ] |
| 2022 | Saturn Awards                                       | Najlepsza aktorka                                                               | Zendaya                                                               | Nominacja | [ 120 ] [ 121 ] |
| 2022 | Saturn Awards                                       | Najlepszy aktor drugoplanowy                                                    | Alfred Molina                                                         | Nominacja | [ 120 ] [ 121 ] |
| 2022 | Saturn Awards                                       | Najlepsza aktorka drugoplanowa                                                  | Marisa Tomei                                                          | Nominacja | [ 120 ] [ 121 ] |
| 2022 | Saturn Awards                                       | Najlepszy reżyser                                                               | Jon Watts                                                             | Nominacja | [ 120 ] [ 121 ] |
| 2022 | Saturn Awards                                       | Najlepszy scenarzysta                                                           | Chris McKenna, Erik Sommers                                           | Nominacja | [ 120 ] [ 121 ] |
| 2022 | Saturn Awards                                       | Najlepszy montaż                                                                | Jeffrey Ford, Leigh Folsom Boyd                                       | Nominacja | [ 120 ] [ 121 ] |
| 2022 | Saturn Awards                                       | Najlepsze efekty specjalne                                                      | Kelly Port, Chris Waegner, Scott Edelstein, Dan Sudick                | Nominacja | [ 120 ] [ 121 ] |
| 2022 | Dragon Awards                                       | Najlepszy film fantastycznonaukowy / fantasy                                    | Spider-Man: Bez drogi do domu                                         | Nominacja | [ 122 ]         |
| 2022 | Hollywood Music in Media Awards                     | Najlepsza ścieżka dźwiękowa w filmie fantastycznonaukowym                       | Michael Giacchino                                                     | Nominacja | [ 123 ]         |

## Kontynuacja
W listopadzie 2021 roku ujawniono, że w przygotowaniu dla Disney+ jest serial animowany Spider-Man: Freshman Year, który ma opowiadać o początkach Petera Parkera jako Spider-Mana. Jego głównym scenarzystą został Jeff Trammel. W tym samym miesiącu Amy Pascal poinformowała, że planowana jest dalsza współpraca z Marvel Studios nad drugą trylogią z Hollandem w tytułowej roli.